# Maria Königin (Bad Schwartau)

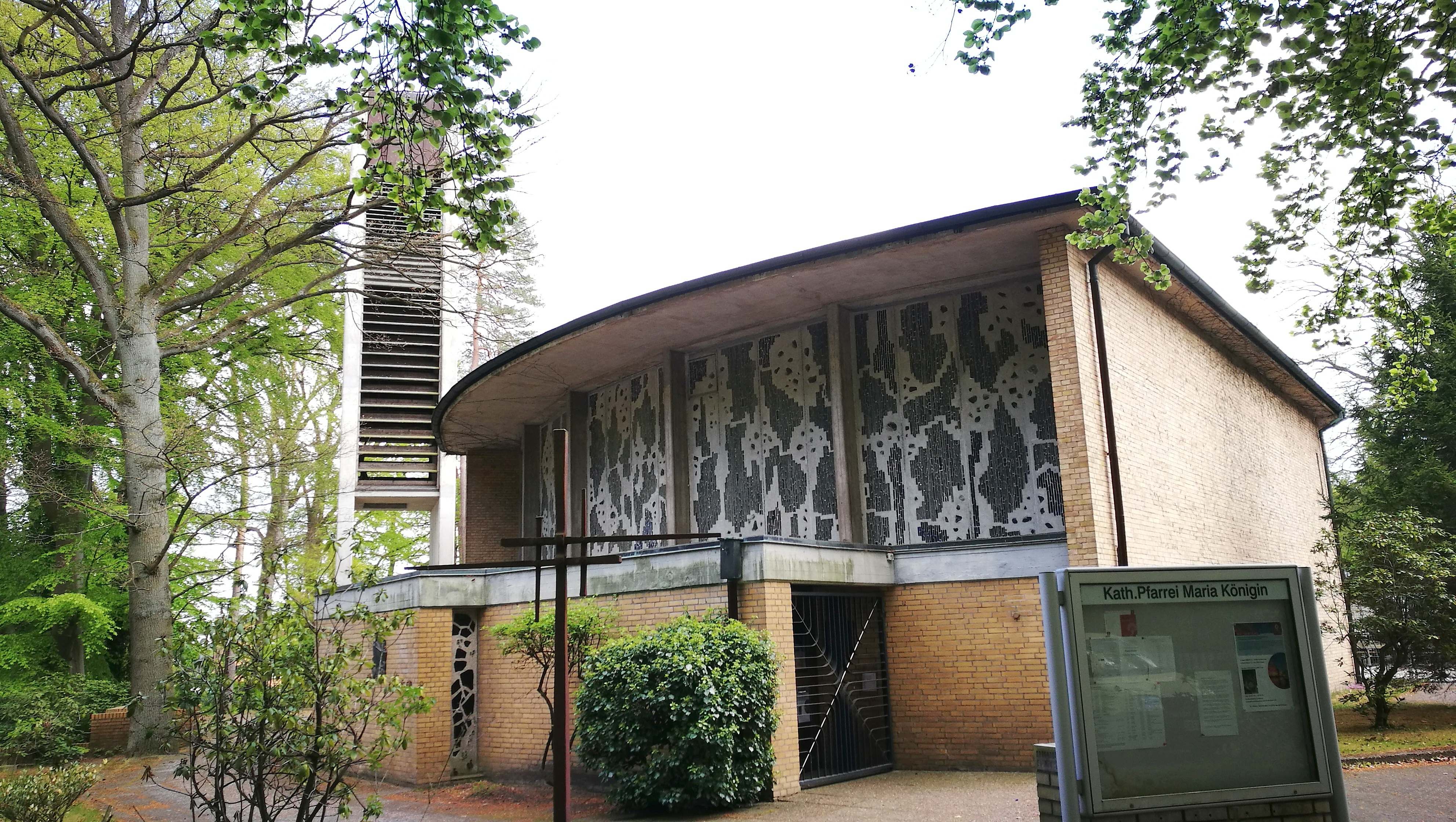
Maria Königin-Kirche

Die römisch-katholische Kirche Maria Königin ist ein ehemaliges Kirchengebäude in Bad Schwartau, einer Stadt im Kreis Ostholstein in Schleswig-Holstein.

## Geschichte
Seit dem Jahr 1920 gab es für die Katholiken eine eigene Betreuung in Bad Schwartau. Die Pfarrei der Stadt gehörte zu Eutin, sie wurde später aber von Lübeck und Travemünde betreut. 20 Jahre lang wurde alle 14 Tage die Heilige Messe im Schöffensaal vom Amtsgericht gefeiert, zuvor im Gymnasium. Nach 1945 wurden die Messen in der Siechenkapelle gefeiert, doch die Kapelle wurde bald wegen Baufälligkeit gesperrt und die Messen fanden dann in der evangelischen St.-Fabian-und-St.-Sebastian-Kirche in Rensefeld statt. 1938 hatte die Pfarrei bereits ein Gebäude in der Bahnhofstraße 21 erworben; es konnte jedoch erst 1949 bezogen werden. Eine Werktagskapelle für ca. 80 Personen wurde in einen 20 m² großem Kellerraum eingerichtet. 1955 wurde dann das Kirchengebäude mit dem Patrozinium Maria Königin erbaut. Das Kirchengebäude steht seit dem 21. September 2018 unter Denkmalschutz. Am 27. Juli 2025 fand dort der letzte Gottesdienst statt. Die Entscheidung zur dauerhaften Schließung wurde aus personellen und finanziellen Gründen getroffen.

## Bau

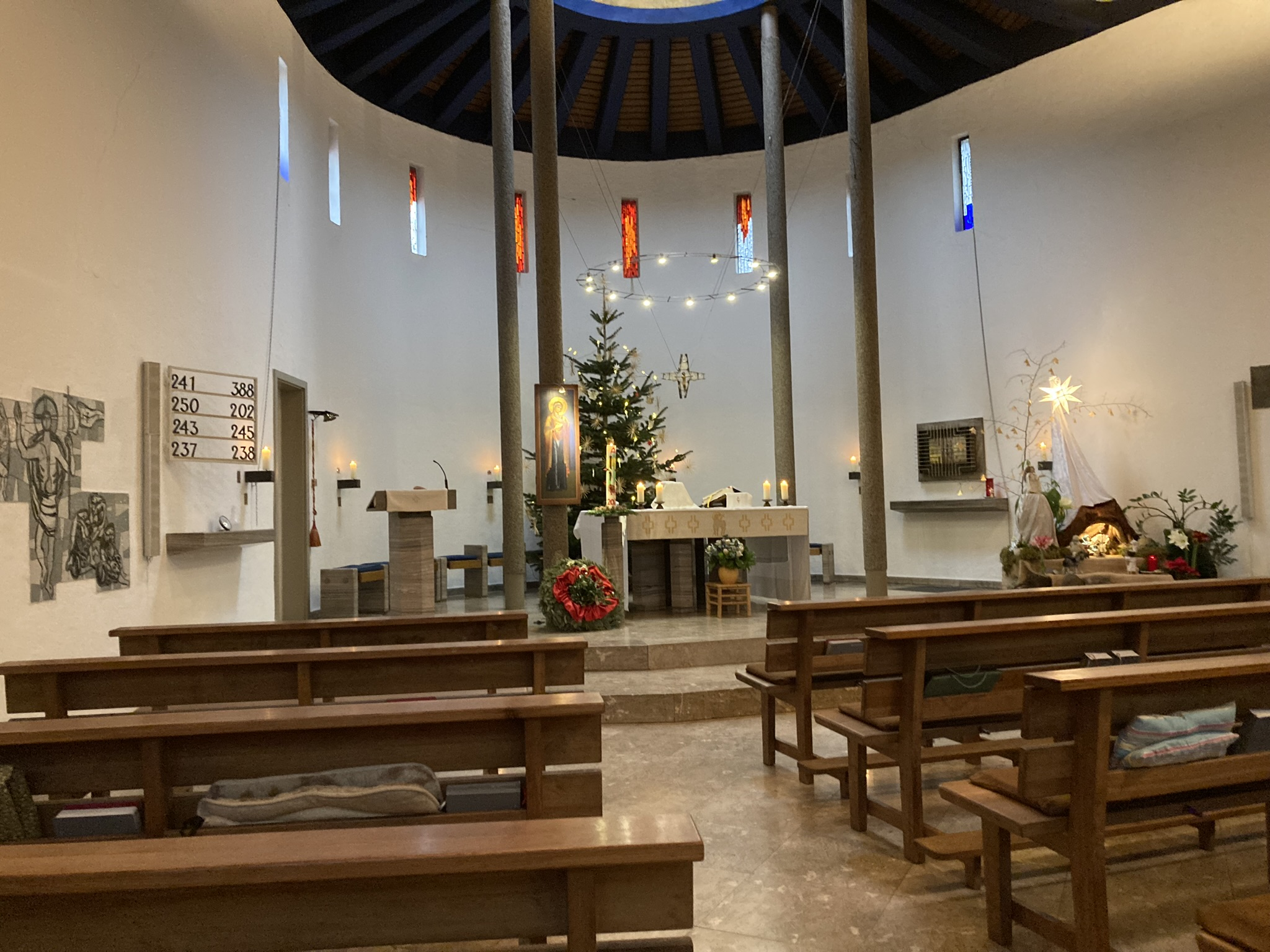
Blick auf den Altar in der Weihnachtszeit

1955 wurde nach Plänen des Düsseldorfer Architekten Georg Lippsmeier das Kirchengebäude erbaut. Die Weihe war am 4. Dezember 1955. Im Brennpunkt stand der Altar, welcher Reliquien des Heiligen Franziskus barg. Eine Lichtkuppel, die auch für die vier Evangelisten steht, befindet sich darüber und wird von vier Säulen getragen. Strahlenförmige Träger führen von der Lichtkuppel zur Außenwand, so entsteht der Eindruck, dass alles zum Licht hin ausgerichtet ist, aber auch, dass das Licht sich im ganzen Raum ausbreitet. Seit dem Jahr 1995 ist ein Campanile neben dem Gebäude; in ihm befinden sich vier Glocken. Er wurde von Manfred Raddatz aus Bad Schwartau entworfen und ersetzte einen Holzturm.
Das Einzugsgebiet der Gemeinde umfasste Ratekau, Pansdorf, Sereetz, Groß Parin, Techau, Warnsdorf und Haeven.